# Verbum Domini (Apostolisches Schreiben)
Verbum Domini (dt.: Das Wort des Herrn) ist der Titel eines von Papst Benedikt XVI. verfassten Nachsynodalen Apostolischen Schreibens vom 30. September 2010, das in Form einer Exhortation veröffentlicht und am 11. November desselben Jahres vorgestellt wurde. Es befasst sich mit dem „Wort Gottes in Leben und Sendung der Kirche“ und fasst die Ergebnisse der 12. Ordentlichen Bischofssynode, die vom 5. bis 23. Oktober 2008 zu diesem Thema in Rom tagte, zusammen.

## Gliederung
Das Schreiben gliedert sich in drei Hauptteile:
I. Verbum Dei („Das Wort Gottes“)
II. Verbum in Ecclesia („Das Wort in der Kirche“)
III. Verbum Mundo („Das Wort Gottes verkünden“)

## Beschreibung
Das nachsynodale Apostolische Schreiben „Verbum Domini“ (VD) umfasst 220 Seiten und ist die Zusammenfassung von einem Monat Sitzungsarbeit der Bischofssynode. Die Synode definiert ihre Arbeit als einen Beitrag neue Impulse zu geben, Missstände anzusprechen und Perspektiven aufzuzeichnen. 

„… das Anliegen ist von größter Wichtigkeit. Es geht um die immer größere Entdeckung der Zentralität des Wortes Gottes im persönlichen Leben und im Leben der Kirche sowie um die Entdeckung der Dringlichkeit und der Schönheit der Verkündigung des Wortes für das Heil der Menschheit als überzeugte und glaubwürdige Zeugen des Auferstandenen. Was wäre notwendiger?“

„Das Wort des Herrn bleibt in Ewigkeit“ heißt es im Ersten Petrusbrief 1,25  und dieser Satz schließt die Erklärung über den „Weg zum Glauben“ (Erster Petrusbrief 1,13-25 ) ab. Dieser Satz ist der Leitgedanke dieses nachsynodalen Schreibens, der in der ersten Hälfte das „Wort Gottes“ erwähnt und in der zweiten Hälfte auf den „ewigen Bestand“ Bezug nimmt. Der Papst möchte diese Grundgedanken für eine Wiederentdeckung des göttlichen Wortes verstanden wissen. Er erinnert die Gläubigen an eine persönliche und gemeinschaftliche Begegnung mit Christus. Er weist auf die Worte des Lebens und fordert die Menschen auf das Wort Gottes neu zu entdecken und zu verkünden.

### Zielsetzungen
Die Bischofssynode bekräftige, dass die Heilige Schrift niemals durch andere Texte ersetzt werden dürfe und bekräftige damit den zweiten Satzteil …„bleibt in Ewigkeit“. Die Synodenteilnehmer formulieren ihr oberstes Ziel wie folgt: 

„Kein Text der Spiritualität oder der Literatur kann den Wert und den Reichtum erlangen, der in der Heiligen Schrift, dem Wort Gottes, enthalten ist. Man sollte die „biblische Pastoral“ nicht neben anderen Formen der Pastoral, sondern als Seele der ganzen Pastoral fördern. Dort, wo die Gläubigen nicht zu einer Bibelkenntnis gemäß dem Glauben der Kirche und im Schoß ihrer lebendigen Überlieferung herangebildet werden, entsteht ein pastorales Vakuum, in dem unter anderem Sekten Boden finden können, um Wurzeln zu schlagen. Das Bibelapostolat muss verstärkt werden. Die Synode wünscht, dass jedes Haus seine Bibel haben möge und sie in würdiger Weise aufbewahre, um in ihr lesen und mit ihr beten zu können.“

  Papst Benedikt XVI. formuliert seine Ziele als eine Bitte an alle Menschen, wenn er schreibt: 

„Ich erinnere alle Christen daran, dass unsere persönliche und gemeinschaftliche Beziehung zu Gott von der wachsenden Vertrautheit mit dem göttlichen Wort abhängt. Schließlich wende ich mich an alle Menschen, auch an jene, die sich von der Kirche entfernt, den Glauben aufgegeben oder die Verkündigung des Heils nie vernommen haben. Zu jedem einzelnen sagt der Herr: „Ich stehe vor der Tür und klopfe an.“ (Offenbarung des Johannes 3,20 )“

### Kernsätze
Auf der Grundlage des Ersten Petrusbriefes weitet der Papst seine Gedanken aus und erinnert an weitere Worte aus der Bibel. Er nimmt Bezug darauf, dass es „Worte des ewigen Lebens“ (Johannes 6,68 ) seien, die dem Menschen von heute den Zugang zu Gott wieder öffnen sollen. Im weitesten Sinne forderte Benedikt XVI. die Gläubigen auf durch die „Worte der Heiligen Schrift“ in einen neuen Dialog mit Gott zu treten. Denn Gott gibt sich im Dialog zu erkennen. Und wenn der Apostel Johannes sagt „Gott ist die Liebe“ (Erster Johannesbrief 4,16 ) dann kennzeichnet er das christliche Gottesbild und das Bild des Menschen.
Hieraus leitet der Papst ab, dass der, der das göttliche Wort kennt auch die Bedeutung eines jeden Geschöpfes erkennt. Das bedeute auch, dass sich Besitz, Genuss und Macht als unfähig erweisen würden, das tiefe Verlangen nach Liebe zu stillen, denn im Lobgesang auf Gottes Wort (Psalm 119,1 ) heißt es: „Herr, dein Wort bleibt auf ewig, es steht fest wie der Himmel“ (Psalm 119,89 ).
Der Sinn des Heiligen Wortes, so schreibt er weiter, kann aber nicht ohne das Wirken des Heiligen Geistes erfasst werden. Aber, so warnt der Papst, der biblische Text sei nicht vom Heiligen Geist diktiert worden, sondern die Schrift sei in einer Sprache und Stil geschrieben worden, die durch die jeweilige Epoche bedingt war. Die Auslegung der Heiligen Schrift richte sich somit an der fundamentalen Auslegung im Glauben aus. Die Inspiration sei schließlich das Schlüsselwort zum Zugang um das Geschehen in menschliche Worte zu fassen. In Ergänzung hierzu erinnerte er an die, vom Zweiten Vatikanischen Konzil festgelegten, drei grundlegenden Kriterien, die dazu dienen, die göttliche Dimension der Bibel zu berücksichtigen:
1) Auslegung des Textes mit Rücksicht auf die Einheit der ganzen Schrift – dies wird heute oft  kanonische Exegese genannt,
2) Berücksichtigung der lebendigen Überlieferung der Gesamtkirche, und schließlich
3) Beachtung der Analogie des Glaubens.